# Socialistpartiet (San Marino)
Socialistpartiet, Partito Socialista (PS) är ett politiskt parti i San Marino, bildat den 30 maj 2012 genom samgående mellan Nya Socialistpartiet och Reformisterna: två partier bildade av avhoppare från Socialisternas och demokraternas parti och dess föregångare PSS.
I valet i november samma år ingick PS i valkartellen San Marinos gemensamma bästa som erövrade 35 mandat i parlamentet. Sju av dessa tillföll PS.